# Pfarrkirche Anthering

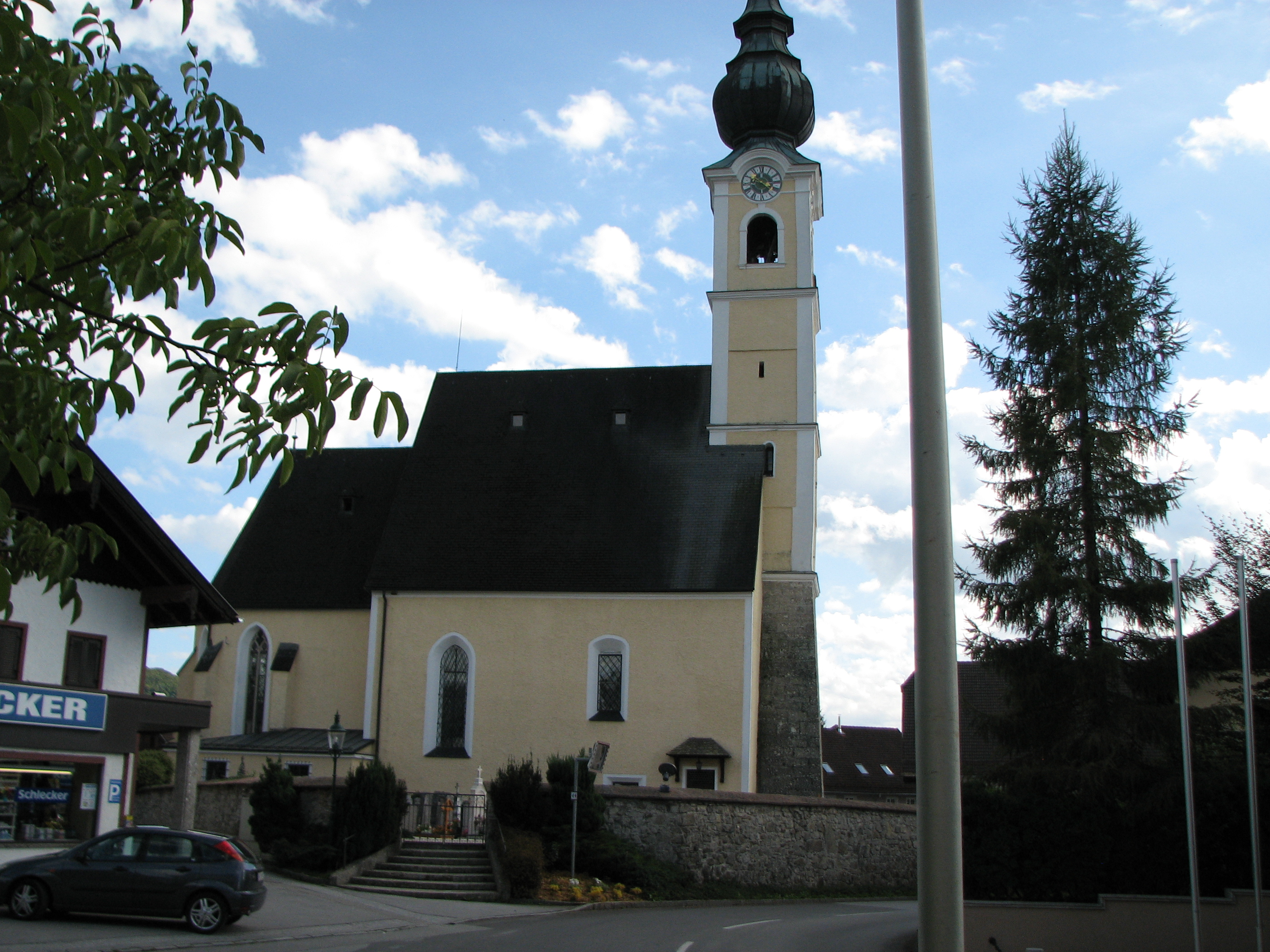
Katholische Pfarrkirche Mariä Himmelfahrt in Anthering

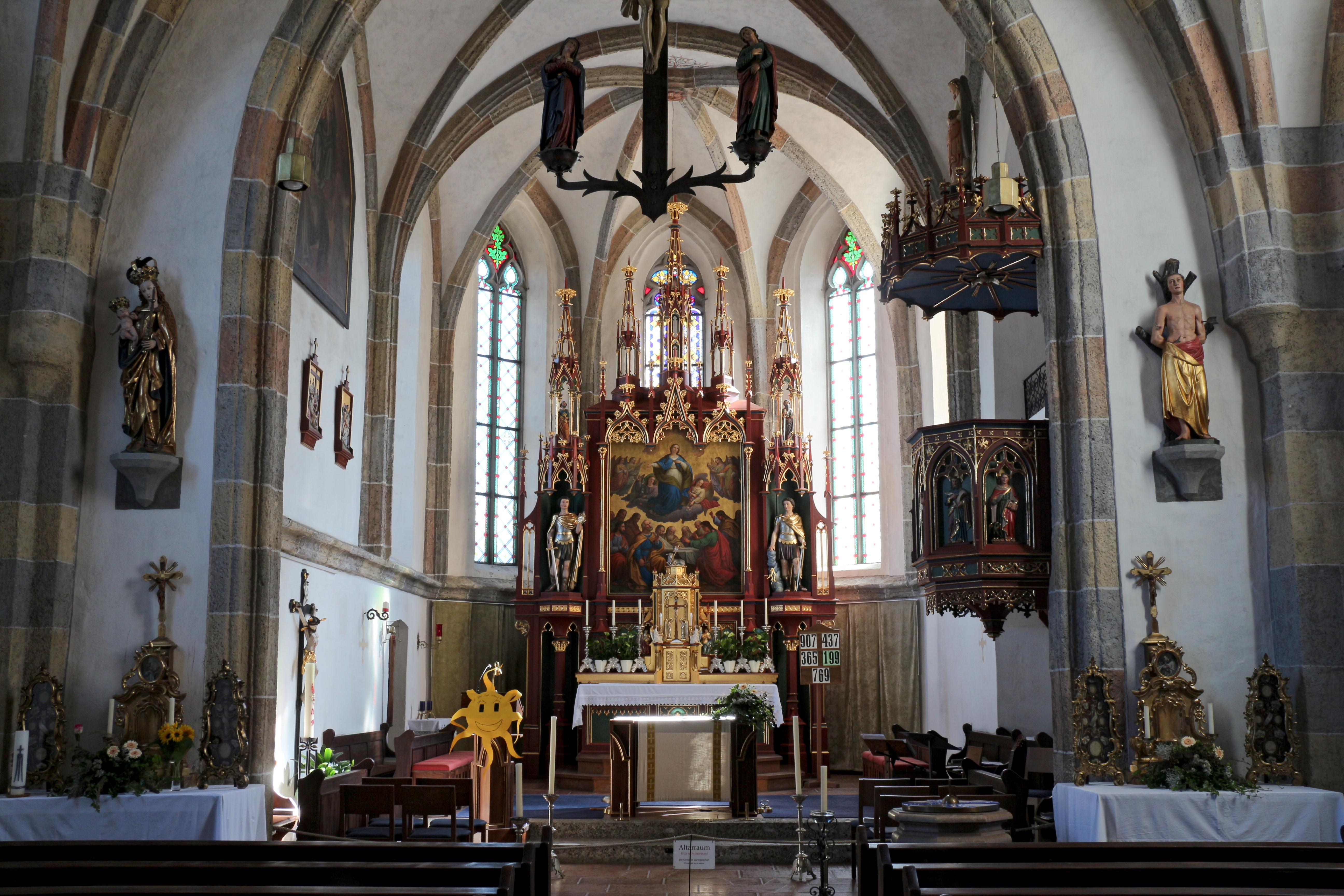
Langhaus, Blick zum Chor

Die römisch-katholische Pfarrkirche Anthering steht in der Ortsmitte der Gemeinde Anthering im Bezirk Salzburg-Umgebung im Land Salzburg. Die dem Patrozinium Mariä Himmelfahrt unterstellte Pfarrkirche gehört zum Dekanat St. Georgen in der Erzdiözese Salzburg. Das Kirchengebäude steht unter Denkmalschutz.

## Geschichte
Urkundlich wurde 790 eine Kirche genannt. 1680 wurde die Sakristei vergrößert. 1775 wurde der Turm im oberen Bereich neu erbaut. Die Kirche wurde 1857 zur Pfarrkirche erhoben. Von 1936 bis 1938 war eine Restaurierung. 1979 wurde die Kirche außen und 1983/1984 innen restauriert. Bei der Grabung (1983) wurden Reste von drei Vorgängerkirchen ergraben, eine Holzkirche des 8. Jahrhunderts, eine karolingische Steinkirche, eine romanische Kirche um 1200 mit einem Turmanbau des 13. Jahrhunderts.

## Architektur
Die einschiffige spätgotische Wandpfeilerkirche mit einer spätgotischen Vorhalle im Süden hat einen im Kern romanischen Westturm und ist von einem Friedhof umgeben.
An das zweijochige Langhaus mit im Kern romanischen Wänden schließt ein eingezogener einjochiger niedrigerer Chor mit abgetreppten Strebepfeilern an.

## Ausstattung
Der neugotische Hochaltar zeigt das Altarblatt Mariä Himmelfahrt und trägt die seitlichen Figuren der Wetterheiligen Johannes und Paul und im Gesprenge die Figuren Peter und Paul.